# Benedek Ferenc (orvos)
Benedek Ferenc (Nagyvárad, 1900. szeptember 7. – Auschwitz, 1944.) magyar orvos, költő, író.

## Életútja
Cikkei, versei, novellái a budapesti és nagyváradi lapokban jelentek meg. Verseivel a Petőfi Társaságban dicséretet, a nagyváradi Szigligeti Társaságban jutalmat nyert. Tagja volt a szegedi Dugonics Társaságnak. A második világháborúban a holokauszt áldozata lett.

## Kötetei
- Szerenád (versek, Bp. 1919)
- Az isteni nász (versek, Nagyvárad, 1920)
- Biblia (zsoltárok, versek, litániák, Nagyvárad, 1922)
- Wassermann: pozitív (regény, Nagyvárad, 1933; új kiadása A rendelő különbejárata címen, Budapest, 1941)
- Regényéből Mendel Viktor Fertő címmel háromfelvonásos színjátékot írt egy előjátékkal (Belényes, 1947)